# پارک ملی دیوجاکه
پارک ملی دیوجاکه (به لاتین: Divjakë-Karavasta National Park) یک پارک ملی و منطقه حفاظت‌شده در آلبانی است که در شهرستان فیر واقع شده است.